# قوس مهره‌ای
قوس مهره‌ای (به انگلیسی: Vertebral arch) قسمت عقبی یک مهره در ستون فقرات را تشکیل می‌دهد که دو انتهای آن به جسم مهره اتصال می‌یابد. هر قوس مهره ای که خود شامل دو نیم قوس است از هفت زایده تشکیل می‌گردد که عبارتنداز:
- دو زائده مفصلی فوقانی[۱]
- دو زائده مفصلی تحتانی[۲]
- دو زائده عرضی[۳]
- یک زائده خاری[۴]